# Марчел Юреш
Марчел Юреш (рум. Marcel Iureş; *2 серпня 1951, Беїлешть, жудець Долж, Румунія) — румунський актор театру і кіно.

## Ранні роки
Юреш народився 2 серпня 1951 року в Беїлешті, жудець Долж, Румунія. У 1974 вступив до Національного університету театру і кіно в Бухаресті і закінчив його в 1978. У 1975 відбувся його дебют на сцені театру Буландра.

## Театральна кар'єра
Дебютною роллю молодого актора став Джордж в п'єсі Девіда Сторі (англ. David Storey) «Ферма». З 1978 по 1981 Юреш працює в Національному театрі в Клужі. На початку 1980-х він бере участь в спектаклях столичних театрів Буландра і Одеон. Серед робіт цього періоду — головні ролі в спектаклях за п'єсами Шекстпіра «Гамлет», «Генріх VI» і «Річард III».
У 1995 Юреш став одним із засновників першого незалежного театру в Румунії — «Teatrul ACT», який згодом очолив. У цьому театрі Юреш зіграв головні ролі в багатьох спектаклях, зокрема «Лицедій» за п'єсою Томаса Бернгарда, «Місто Сонця» по утопії Томмазо Кампанелла і постановці п'єси Семюела Беккета «Остання плівка Креппа». За роль у спектаклі «Лицедій» Юреш в 2002 отримав премію за акторську майстерність. Також він продовжує грати в спектаклях театру Буландра.
За театральні досягнення Юреш неодноразово висувався на престижні румунські та міжнародні премії і ставав їх лауреатом. Однією з останніх нагород стала в 2008 гран-прі премії «Полум'я» (Flacăra). Юреш очолює щорічний юнацький театральний фестиваль «Ideo Ideis Festival».

## Кар'єра в кінематографі
Дебютом в кіно для Юреша стала роль угорського композитора Ференца Ліста у фільмі 1978 «Vis de ianuarie». У 1980-ті і 1990-ті кар'єра Юреша в кіно розвивалася, він з'являвся на екранах Румунії в багатьох ролях, великих і невеликих.
На міжнародну кінематографічну сцену Юреш виходить завдяки гастролям у Великій Британії з постановкою «Річарда III», де актор виконував головну роль. У 1996 він грає Олександра Голіцина у фільмі «Місія нездійсненна», а вже в наступному році — роль Душана Гаврича, одного з головних антагоністів, у фільмі «Миротворець». Серед інших робіт за кордоном — ролі у фільмах «Війна Харта», «Пірати Карибського моря: На краю світу», «Гол!».

## Інший напрямок
Юреш є затребуваним актором на телебаченні. За його плечима не менше десяти ролей в румунських і британських телесеріалах. Крім цього він працює актором з озвучування мультфільмів студії «Дісней» і комп'ютерних ігор, є президентом і очолює журі міжнародного кінофестивалю «ANONIMUL».

## Фільмографія
- Агенти розвідок (2014), міні-серіал
- Tatal fantoma (2010)
- În derivă (serial TV HBO 2010—2012)
- Foyle's Wa|Foyle's War (TV series 2010)
- Manusi Rosii (2010)
- The Philanthropist (TV series 2009)
- Goal! 3(2009)
- Thick as Thieves (2009/I)
- Călătoria lui Gruber (2008)
- Trial & Retribution XV: The Rules of the Game (2008)
- Logodnicii din America (2007)
- Youth Without Youth (2007)
- Pirates of the Caribbean: At world's end (2007)
- Mașini dublaj in rolul lui Doc Hudson(2006),
- Spooks (Episode #5.9) (2006)
- Gool! / Goal! (2005)
- Isolation (2005)
- Peștera / The Cave (2005)
- Project W (2005)
- Prins la înghesuială / Layer Cake (2004)
- The Tulse Luper Suitcases, Part 2: Vaux to the Sea (2004)
- Aventurile unei zile (2004)
- Cambridge Spies (2003)TV
- 3 păzește (2003)
- Vlad Nemuritorul (2002; dublajul din română în engleză)
- Hart's War (2002) — S.S. StendartenFuhrer (Colonel) Werner Visser
- Amen (2002) — Papa Pius al XII-lea
- I Hope… (2001)
- The Elite (2001)
- Faimosul paparazzo (1999)
- Fii cu ochii pe fericire  (1999)
- The Peacemaker (1997)
- Ochii care nu se văd(1987—1996) — Paul Valerian
- Misiune: Imposibilă (1996)
- Somnul insulei (1994)
- Interviu cu un vampir (1994)
- Balanța (1992)
- Cei care plătesc cu viața (1991)
- Un Bulgăre de humă (1989)
- Vacanța cea mare (1988)
- Domnișoara Aurica (1985)
- Sezonul pescărușilor (1985)
- Să mori rănit din dragoste de viață (1984)
- Castelul din Carpați (1981)
- Artista, dolarii și ardelenii (1980)
- Vis de ianuarie (1978)
- Aurel Vlaicu (1977)